# Laia Martín Hernández
Laia Martín Hernández (Puigcerdà, Cerdanya, 1985) es una joven pianista catalana.

## Biografía
Cursa sus estudios profesionales en el Conservatorio de Música de Manresa con Carles Julià y los superiores en el Conservatorio Superior de Música del Liceo de Barcelona con Stanislav Pochekin en 2009. Con posterioridad continúa sus estudios con los profesores Yubal Gotlibovich (Conservatorio della Svizzera, Lugano) y Oxana Yablonskaya (Juilliard School, Nueva York).
Su prometedora carrera pianística ha merecido diferentes reconocimientos entre los que destacan ser ganadora del Concurso de Interpretación musical "AOC" de la Seu d'Urgell, el Premio Mestre Blanch del Conservatorio de Música de Manresa, el Segundo Premio del Concurso Ciutat de Manresa, en la especialidad de música de cámara y la Mención de Honor en el Concurso Arjau de Barcelona. Aunque realizó su primer recital a la temprana edad de 17 años en Llivia, su meritoria carrera le ha permitido dar conciertos y recitales como solista no solo en España sino en Francia, Italia y Alemania.
Desde 2007 forma un dúo estable con la violinista Francisca María Asensio Contesti.

## Proceso Penal
Su notoriedad pública se vio sensiblemente aumentada a partir de 2011 por verse implicada como imputada en un caso de contaminación acústica y un presunto delito de lesiones psíquicas entre 2003 y 2007 en su domicilio de Puigcerdá (Girona). En concreto, el fiscal de Olot, José Antonio Alonso, pide a la Audiencia de Girona una pena de cárcel de 7 años y medio, para ella y para sus padres, que la alentaron y le ayudaron, y 4 años más de inhabilitación para tocar el piano, además de una multa de 10.000 euros y una indemnización de 9.900 a su víctima, su vecina de escalera durante dicho periodo, Sonia Bosom, que padeció alteraciones del sueño, angustia, episodios de pánico, irritación y hasta complicaciones en uno de sus embarazos, según el relato del propio fiscal. El inicio de la vista oral del juicio estuvo prevista para noviembre de 2013. Finalmente, la Audiencia de Girona la absolvió por "absoluta falta de fundamento" en las acusaciones. Además, ordenó a pagar las costas del juicio a la parte acusadora. La pianista se mostró sastisfecha de que el juicio sentaría jurisprudencia para proteger a los músicos.